# 牟礼勝重
牟礼 勝重（むれ かつしげ、生没年不詳）は戦国時代の武将。通称は郷右衛門。壱岐守。

## 概要
今川氏の家人と伝わる。
『柳営婦女伝系』によれば、妻は築山殿の妹であるが、別の箇所には今川義元の娘とあり混乱が見られる。『寛政重修諸家譜』では、妻は今川義元の娘で、氏真の妹。また、『今川系譜』によれば義元の妹が家人の牟礼勝重に嫁いだとある。
牟礼氏に関しては今川家臣に牟礼元誠の存在が確認されているが、家格を考えると義元の娘や姉妹が嫁ぐことは考えづらく、関口氏純の娘（築山殿妹説）であれば可能性があると考えられる 。ただし、家格を考えると御一家衆（一門として今川家臣の最上位格に置かれた）関口氏純の娘が嫁ぐことも本来であれば考えづらく、事実であるか確証が持てない。一方で、孫の牟礼勝成が幼少時から徳川信康に近侍していたとされているため、関口氏と牟礼氏が全く無関係とも考えづらい。このため、何らかの事情で婚姻が結ばれていたとしても、勝重の息子である勝利が天文18年（1549年）生まれ、孫の勝成が永禄12年（1569年）生まれであることから、氏純の娘は勝利の妻・勝成の母と考えるのが妥当とみられている。